# Navamorcuende
Navamorcuende – gmina w Hiszpanii, w prowincji Toledo, w Kastylii-La Mancha, o powierzchni 110,86 km². W 2011 roku gmina liczyła 683 mieszkańców.